# Daniel Caligiuri
Daniel Caligiuri (Villingen-Schwenningen, Alemania, 15 de enero de 1988) es un futbolista alemán, nacionalizado italiano, que juega como centrocampista en el F. C. 08 Villingen de la Oberliga Baden-Wurtemberg.

## Carrera
Caligiuri hizo su debut en la Bundesliga con el Friburgo el 7 de noviembre de 2009, ante el Bochum. Se unió al Wolfsburgo en 2013.
El 19 de marzo de 2015, Caligiuri anotó en el partido de vuelta de los octavos de final de la Liga Europea de la UEFA 2014-15 ante el Inter de Milán de Italia.

## Selección nacional
El 31 de mayo de 2015, se anunció que Antonio Conte había nombrado a Caligiuri junto a su compatriota debutante Nicola Sansone en su plantel preliminar para el próximo partido de la clasificación para la Eurocopa 2016 contra Croacia. Sin embargo, Caligiuri fue eliminado de la escuadra.

## Clubes
| Club               | País     | Año       |
| ------------------ | -------- | --------- |
| S. C. Friburgo     | Alemania | 2009-2013 |
| VfL Wolfsburgo     | Alemania | 2013-2017 |
| F. C. Schalke 04   | Alemania | 2017-2020 |
| F. C. Augsburgo    | Alemania | 2020-2023 |
| F. C. 08 Villingen | Alemania | 2024-     |

## Palmarés

### Campeonatos nacionales
| Título                | Club           | País     | Año  |
| --------------------- | -------------- | -------- | ---- |
| Copa de Alemania      | VfL Wolfsburgo | Alemania | 2015 |
| Supercopa de Alemania | VfL Wolfsburgo | Alemania | 2015 |